# 마이 원 앤 온리
《마이 원 앤 온리》(영어: My One and Only)는 미국에서 제작된 리처드 론크레인 감독의 2009년 코미디 드라마 영화이다. 러네이 젤위거, 로건 러먼, 케빈 베이컨 등이 출연하였고, 노턴 헤릭 등이 제작에 참여하였다.

## 출연진
- 러네이 젤위거
- 로건 러먼
- 케빈 베이컨
- 마크 렌들
- 크리스 노스
- 몰리 퀸
- 닉 스톨
- 스티븐 웨버
- 에릭 매코맥
- 로빈 와이거트
- 데이비드 케크너
- 피비 스트롤
- J. C. 매켄지

## 기타 제작진
- 공동 제작: 비키 디 록
- 협력 제작: 캐럴린 해리스, 에라 캐츠, 아터 스피걸, 비어트리스 스프링본
- 배역: 메리 게일 아츠, 샤니 긴즈버그
- 미술: 브라이언 모리스
- 세트: 브라이어니 포스터